# Krasznahorka vára
Krasznahorka vára (szlovákul: Hrad Krásna Hôrka) Szlovákiában, a Kassai kerület Rozsnyói járásában van. Krasznahorka neve szláv kifejezés: "szép hegyecske".

## Fekvése
Rozsnyótól 6 km-re keletre található.

## Története
A várat a 13. század második felében a Csetneki és Máriássy család építtette, utóbbiak 1290-től 1352-ig birtokolták. 1352-ben a Bebekek szerezték meg és bővítették.
Oklevél 1341-ben említi először. Az 1440-es években Giskra serege foglalta el, majd Hunyadi Mátyás visszavette. 1556-ban I. Ferdinánd serege sikertelenül ostromolta.[pontosabban?] 1566-ban Schwendi Lázár vette be, királyi tulajdonba került, s irányítására az uralkodó várkapitányt nevezett ki Andrássy Péter személyében, aki II. Rudolf császár szolgálatában állt, így 1575-től Andrássy-birtok lett. 1578 és 1585 között reneszánsz erődítménnyé építették ki, majd 1676-ban pompás palotává alakították.

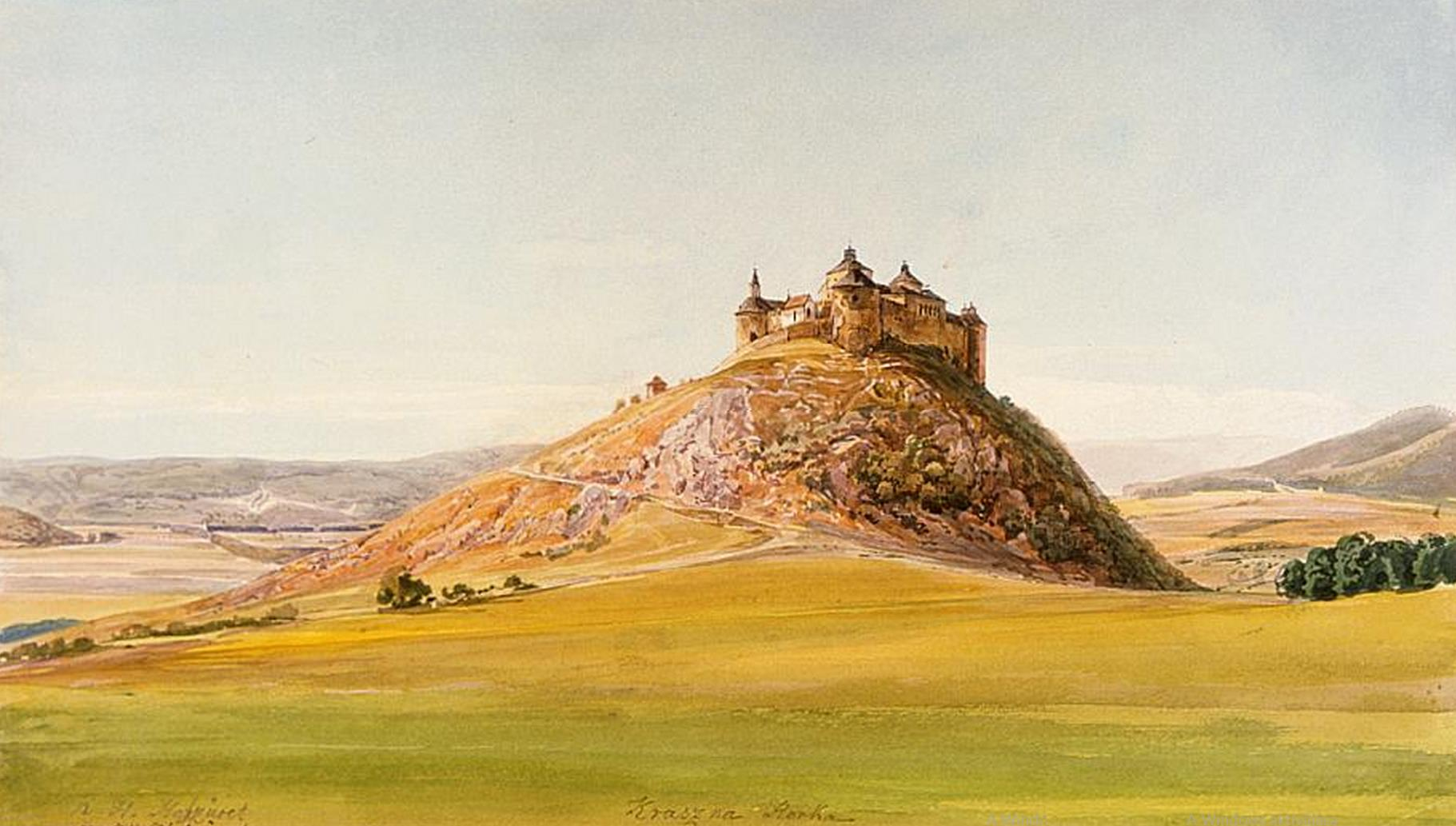
Thomas Ender: Krasznahorka vára (1860)

1678-ban Thököly serege foglalta el, 1685-ben őrsége egyéves ostromzár után adta fel. A Rákóczi-szabadságharc idején urai, az Andrássy fivérek közül öten, (István, György, Pál, Miklós és Mátyás) csatlakoztak a kurucokhoz, s csupán Andrássy Péter tartott ki mindvégig a császár hűségén. 1706 őszén rövid ideig itt tartotta fogva II. Rákóczi Ferenc Forgách Simon grófot. A szabadságharc utolsó éveiben csak kisebb létszámú helyőrség szolgált a várban, amit Andrássy György csak 1710 novemberében adott fel báró Peter Joseph de Viard császári tábornoknak.

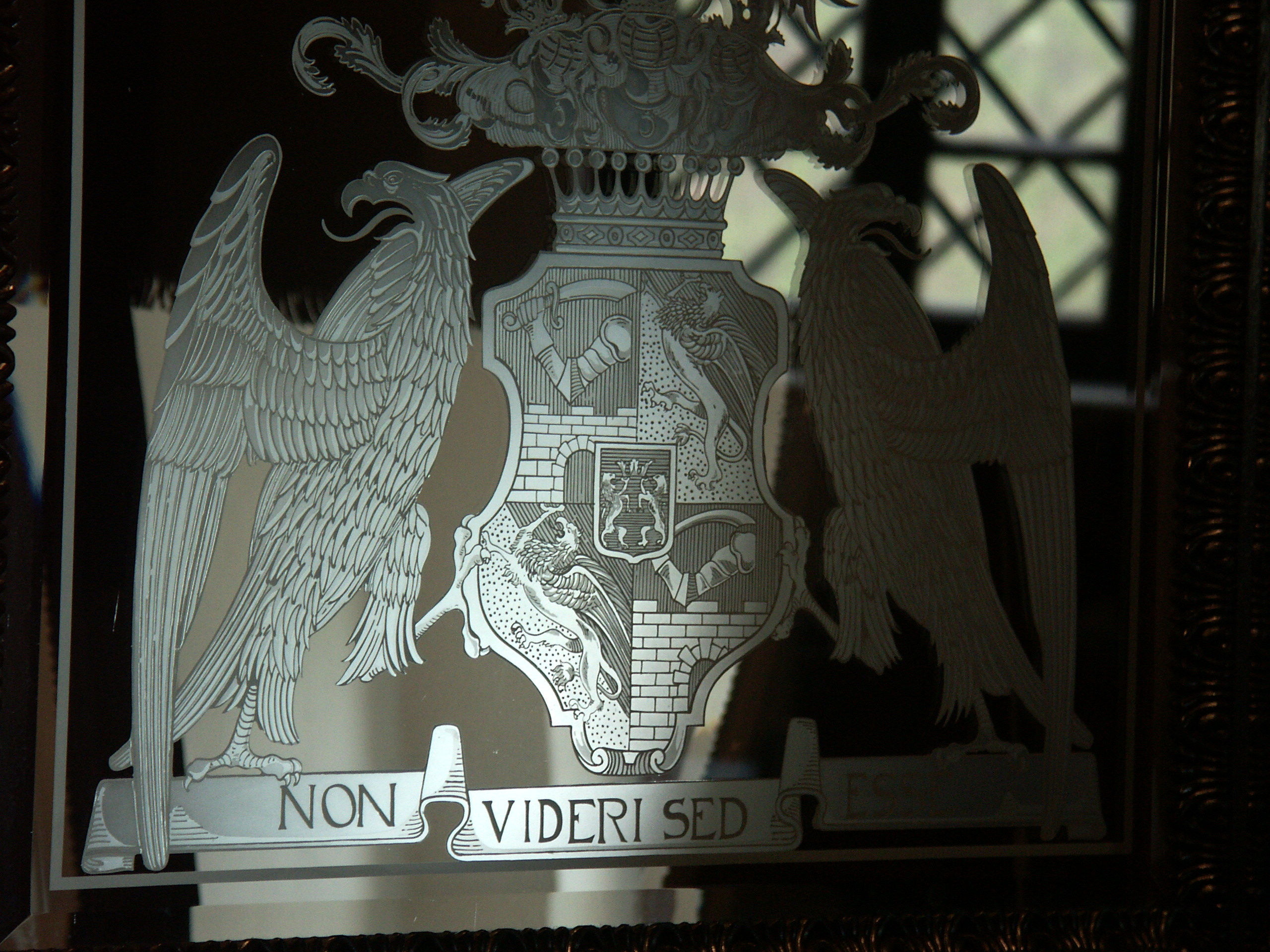
Az Andrássy család jelmondata a címeren: Non videri sed esse, azaz "Nem látszani, hanem lenni"

1812-ig lakták, 1817-ben a felsővárba villám csapott, és legrégebbi részei leégtek, de a többi a 2012-es tűzvészig teljes épségben állt.
Fényes Elek szerint a vár „egy azon kevés honi lovagvárak közül, mellyek mind e mai napig épségben megmaradtak. Épült egy gyönyörű teke formáju hegy legfelső csucsára; kőfal és sáncz nélkül, csupán tornyoktól és bástyáktól ékesitve. Első épitői leghihetőbben hussiták voltak a 15-dik századból, vagy épen Krasznahorka örökös urai a Bebek nemzetségbeliek, kiktől a hussiták elvévén, csak I. Mátyástól kaphatták ismét vissza, s meg is tarták 1566-ig, a midőn Bebek György már 2-szor pártolván el törvényes királyától, Krasznahorkát Svendi Lázár, cs. vezér elfoglalta, s várnagynak Andrásy Pétert helyezé oda. Későbben az Andrásyak hűségük miatt erdélyi jószágaiktól elesvén, pótlásul a krasznahorkai várat s uradalmat kapták meg, s mindez ideig a nagyérdemü Andrásy grófi nemzetség birja.”
1920-ig, a trianoni békeszerződésig Gömör és Kis-Hont vármegyéhez tartozott.

### A 2012-es tűzvész
2012. március 10-én, szombat délután, a szlovákiai parlamenti választás napján két (11 és 12 éves), a vár alatti illegális telepen élő gyerek cigarettázás közben felgyújtotta a füves domboldalt. 

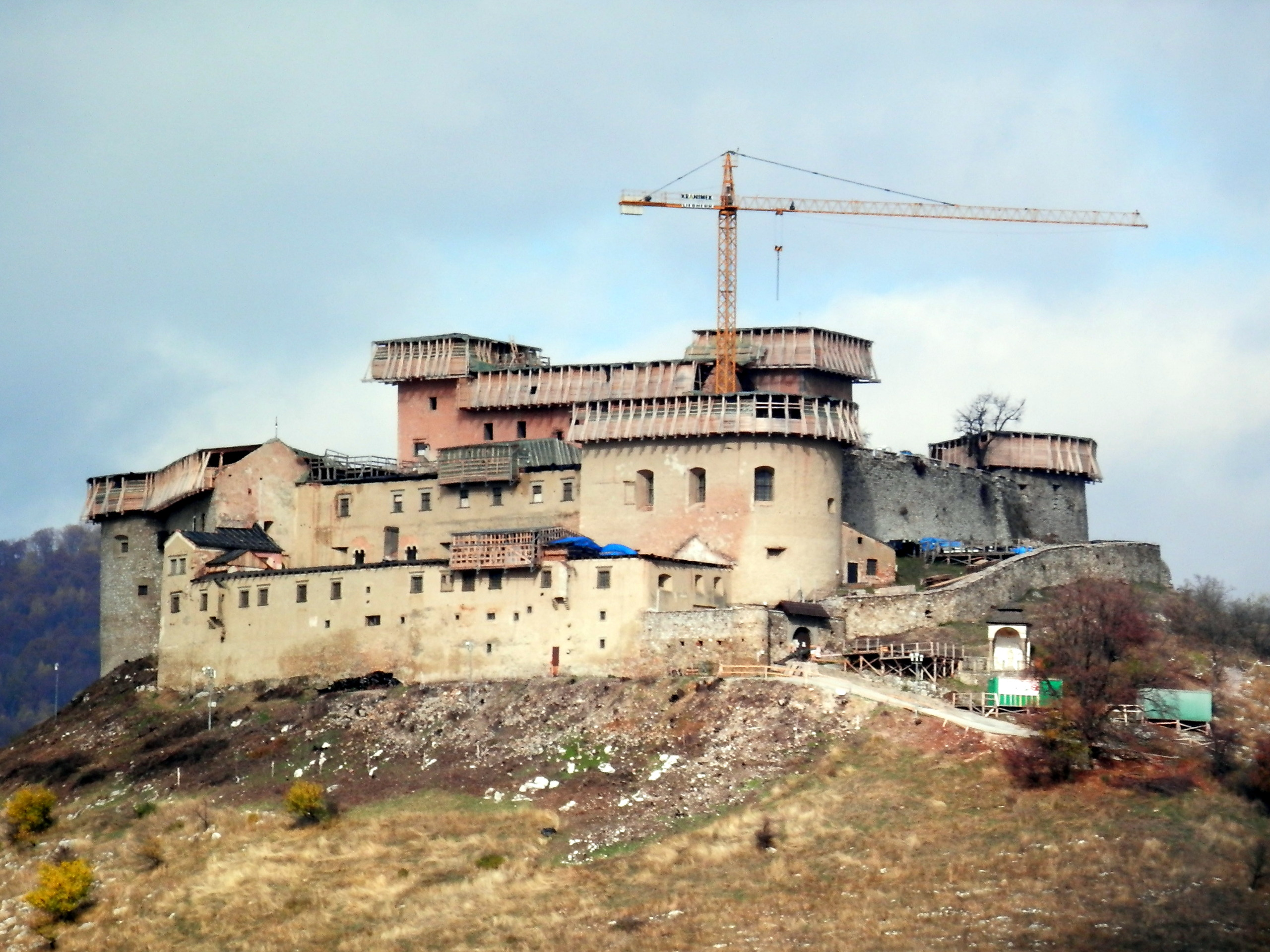
A vár helyreállítása 2013 októberében

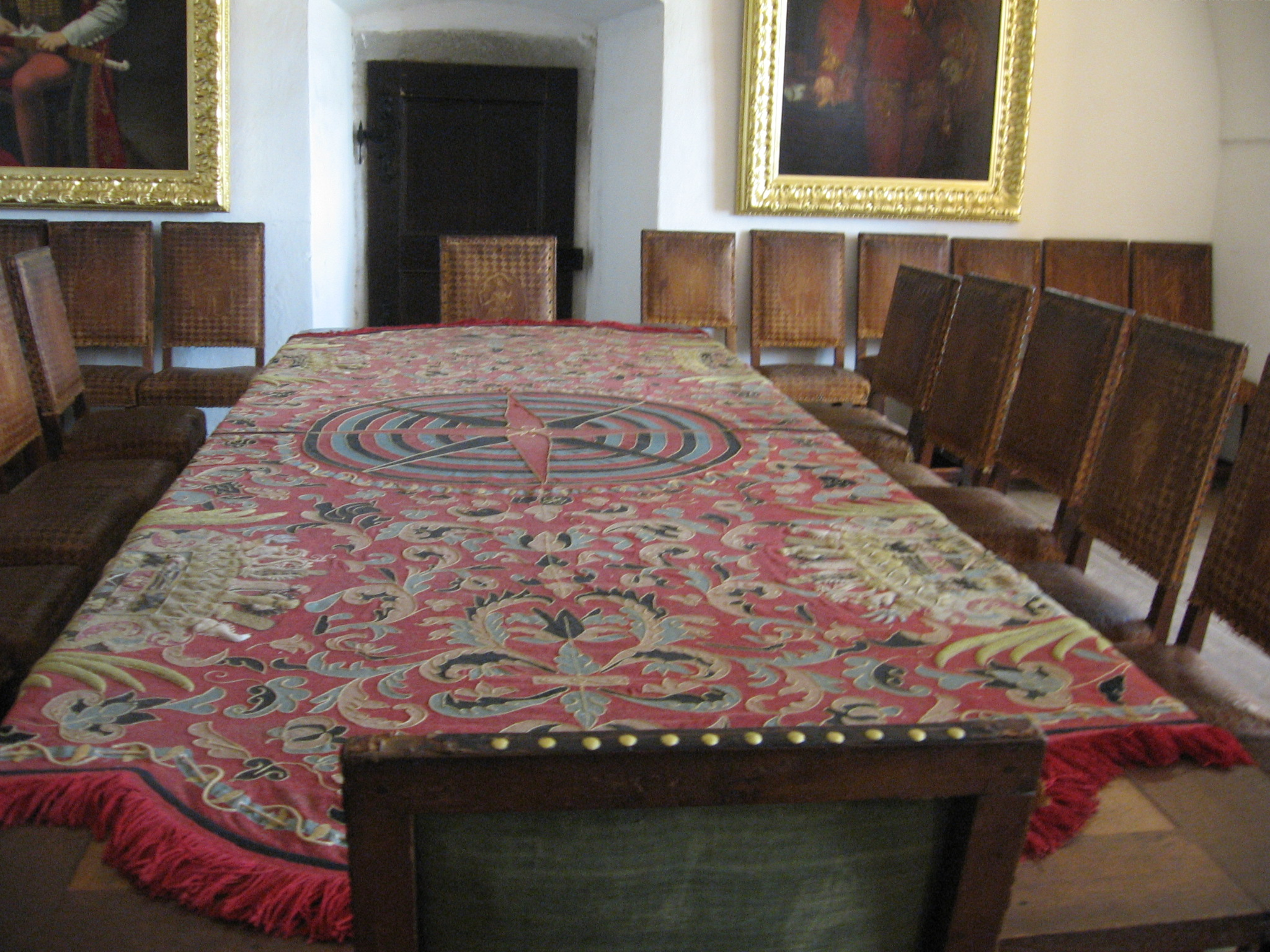
A több száz éves kultúrtörténeti emlék berendezésének díszes 12 széke egyedülálló, mert minden szék mérete különböző, a széklábakat a tanácskozáson résztvevők magasságához igazították. Így amikor üléseztek, és az elnök körbenézett, akkor az asztalnál ülők feje azonos magasságban volt

Az erős szélben a tetőszerkezet is lángra kapott és beomlott, de a mennyezetek többnyire megóvták a termeket. A gyors tűzoltásnak köszönhetően a falak nagyrészt épen megmaradtak. A mentésben a szlovák hadsereg is részt vett.
A hat órán keresztül tartó tűzben kiégett a legrégebbi, gótikus palota-rész, bennégett Andrássy Gyula fegyvergyűjteménye. Megsérült a reneszánsz palota egy része, megrongálódott a harangtorony a benne található három haranggal. Vasárnap a nagy szélben ismét kigyulladt a vár, de hamar eloltották. Ekkor a nagy tanácsterem mennyezete szakadt be, miután egy falat a szél rádöntött. Itt több száz éves bútorok voltak.
Az alsóvárat, a középső-várban a Rákóczi-traktust és a Franciska-gyűjteményt, a kripta és a kápolna belső tereit nem érintette a tűz. Daniel Krajcer szlovák kulturális miniszter szerint a gyűjtemény 90%-a megmaradt, ezeket a Betléri Múzeumba, valamint a kassai Kelet-szlovákiai Múzeumba és a Műszaki Múzeumba szállították át. A vár 11,6 millió eurós biztosítással rendelkezett. A felújítás költségeit 15 millió euróra becsülik.
A felújítás során a szocialista időszakban végzett szakszerűtlen beavatkozásokat is kijavították. A 20. század eleji állapot helyreállítását tűzték ki célul.

## Egyházi nevezetessége
A várkápolnában levő, 1739-ből származó Segítő Szűzanya kegyképe búcsújáróhely.

## Múzeum
A várban a tűzvészig múzeum is működött. A fegyver- és bútorgyűjtemény mellett festmények és különleges kürtök is megtekinthetők voltak.

## Érdekesség
A várban forgatták 1976-ban Mikszáth Kálmán Beszterce ostroma című regényének Zsurzs Éva rendezte tévéfilm-változatát.

## Képek

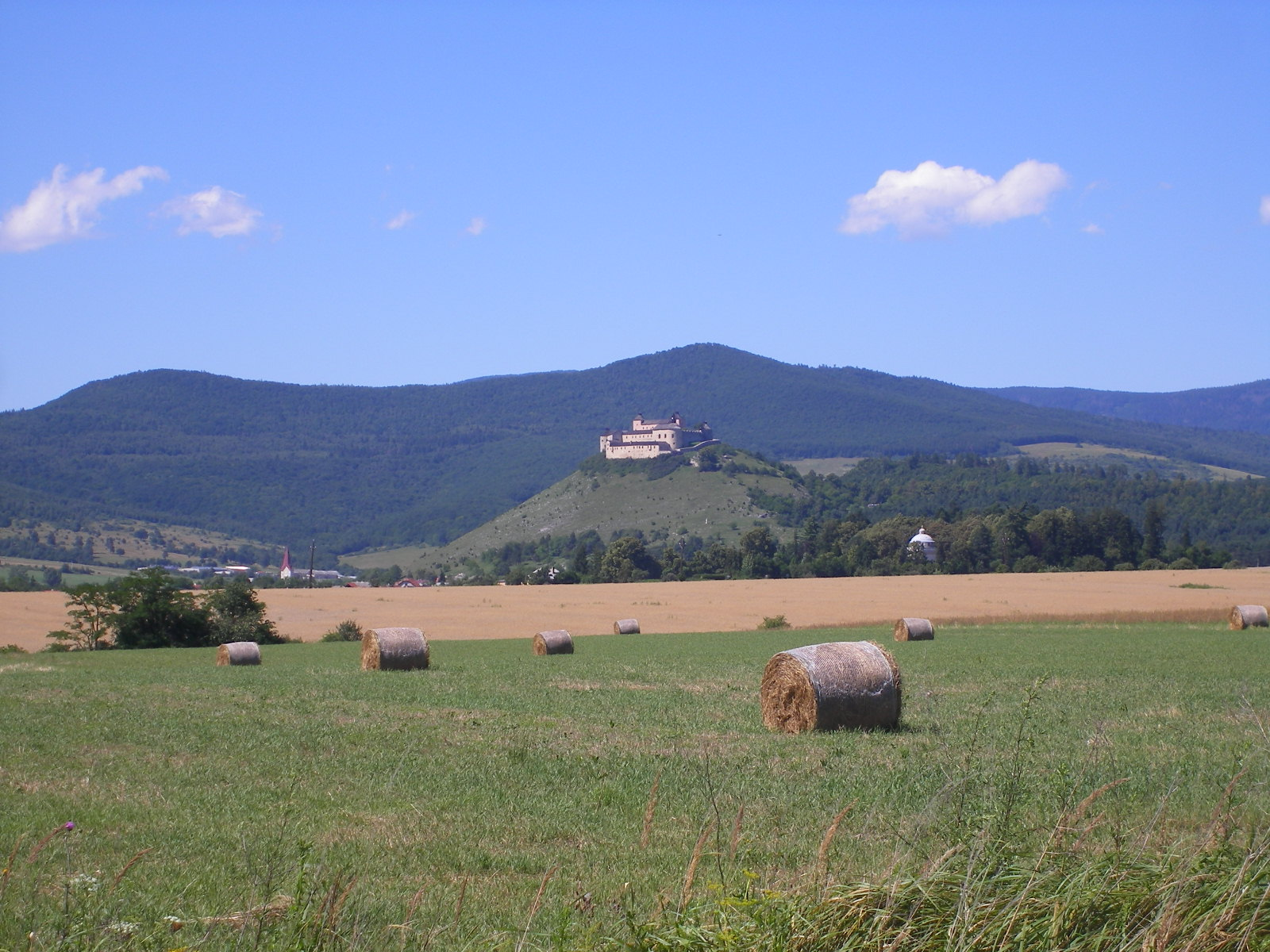
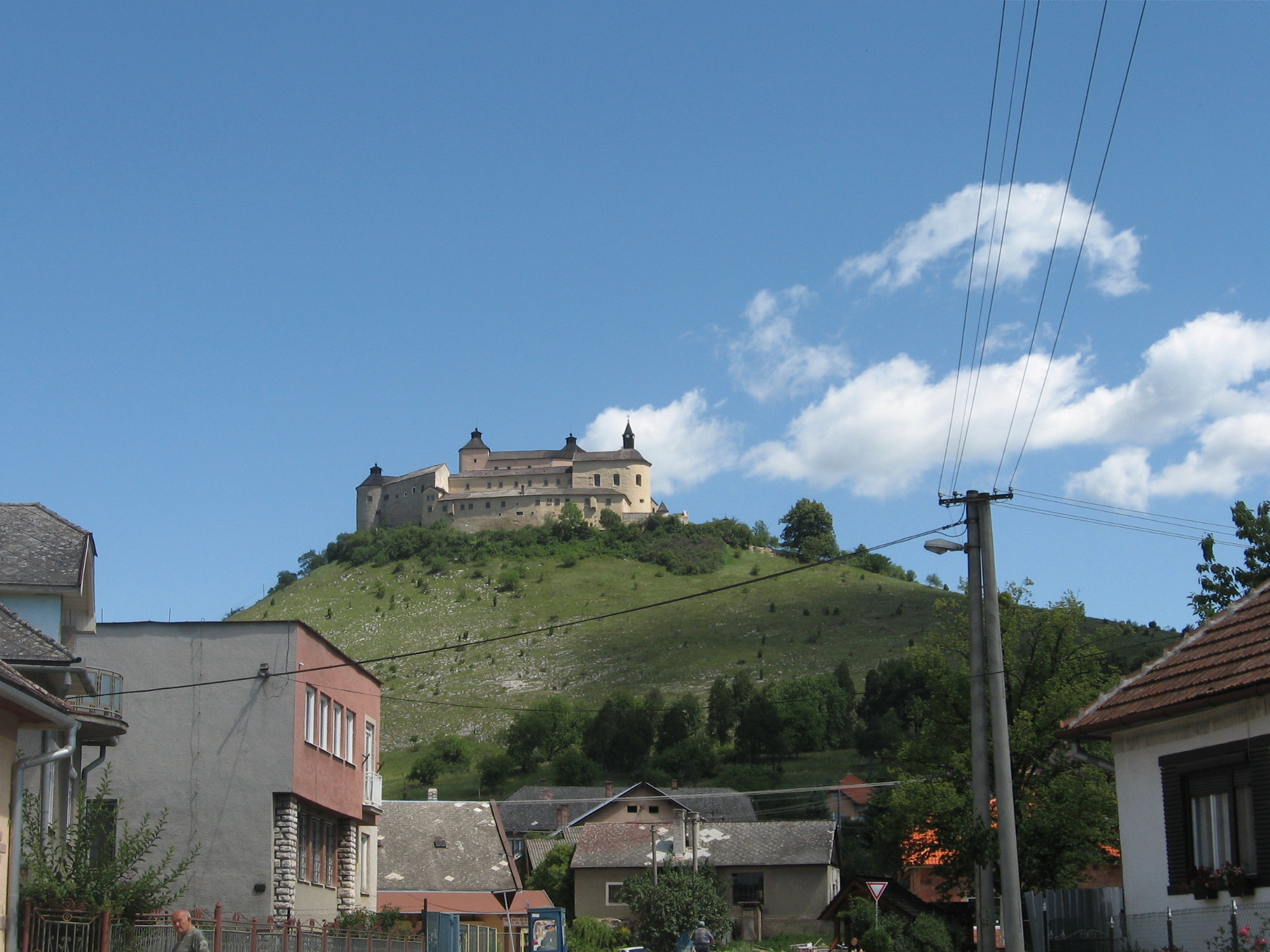
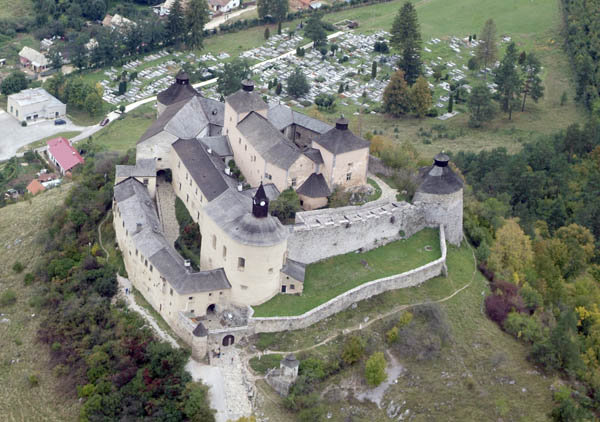
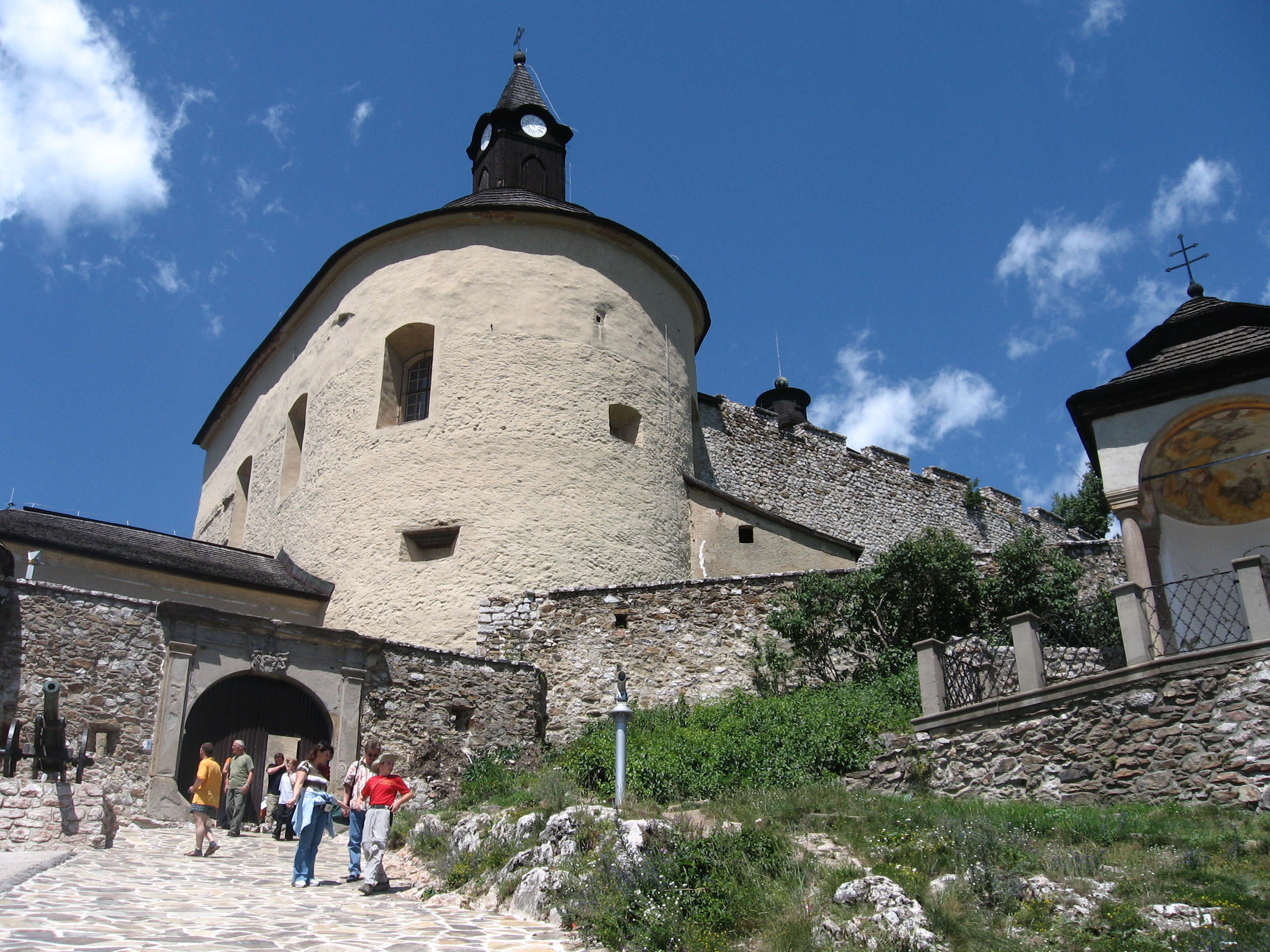
Bejárat
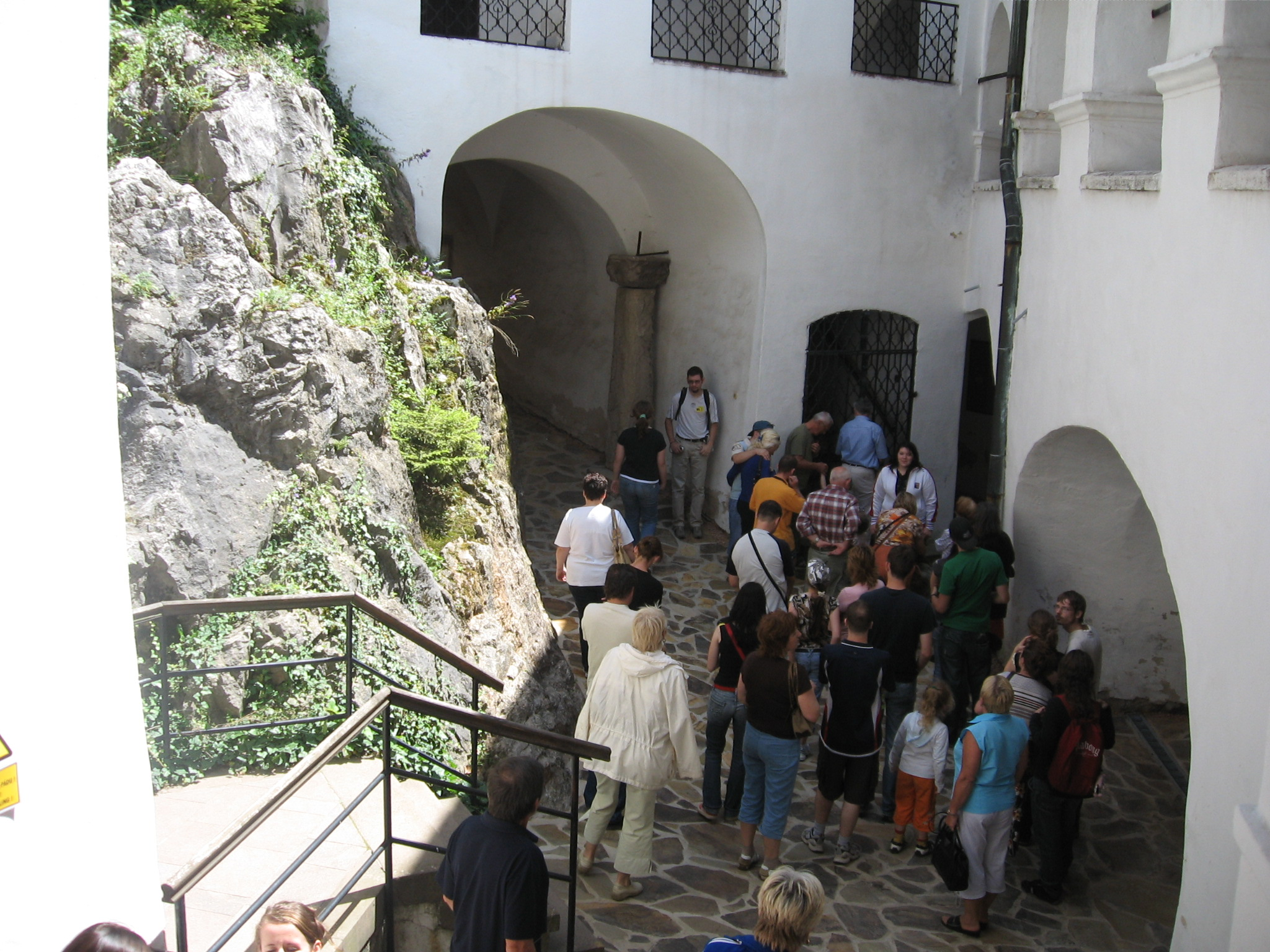
Várudvar
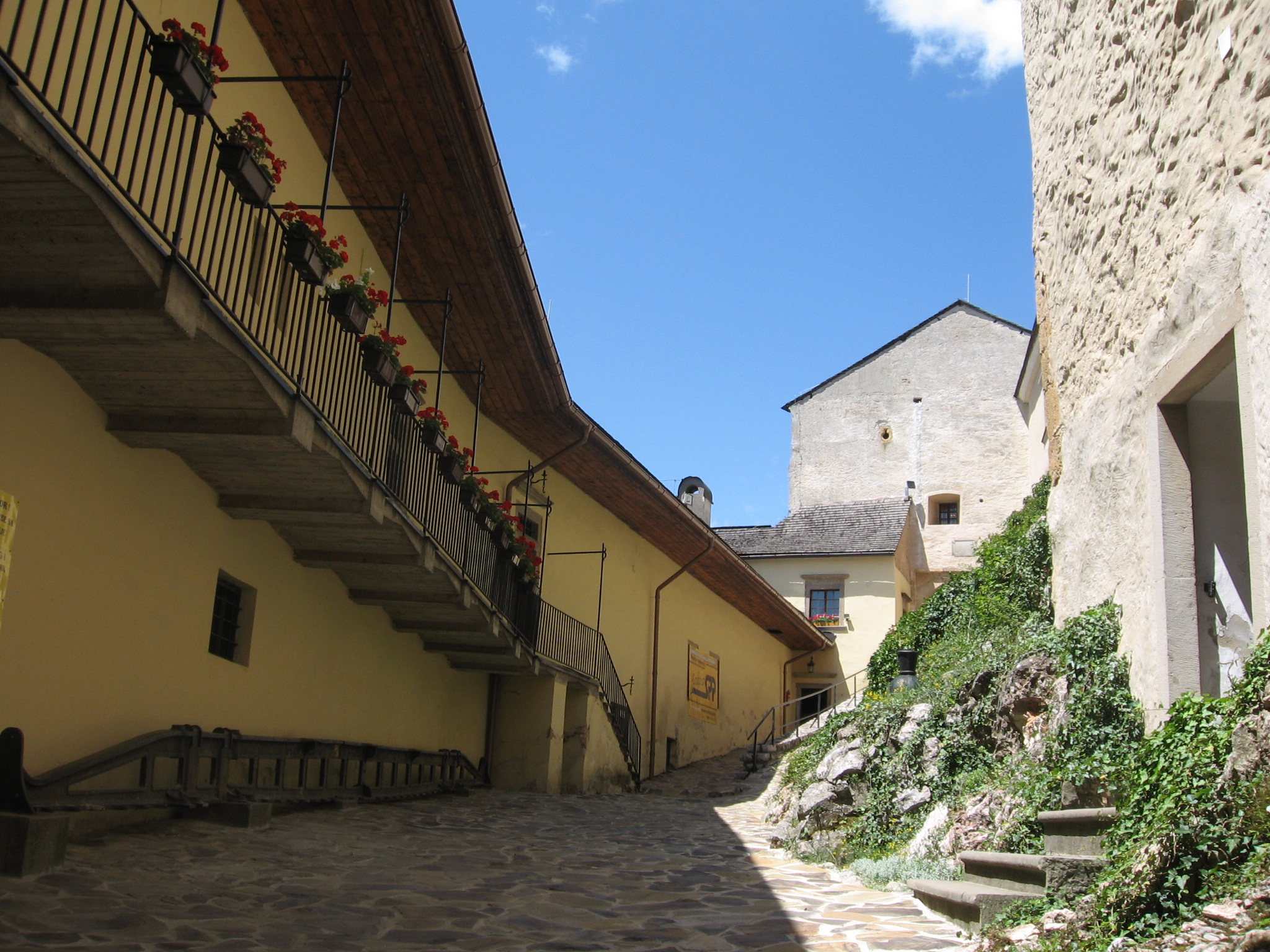
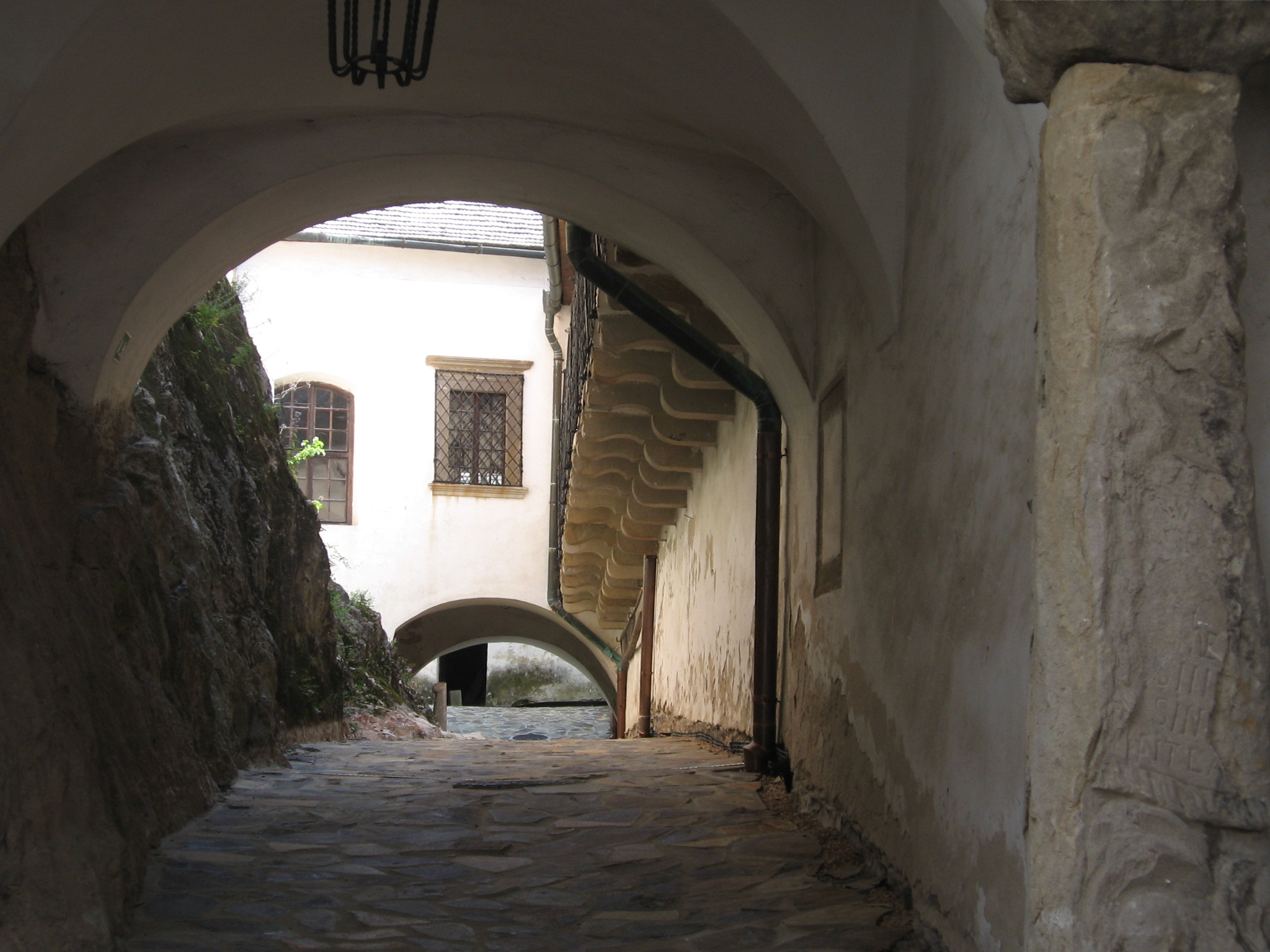
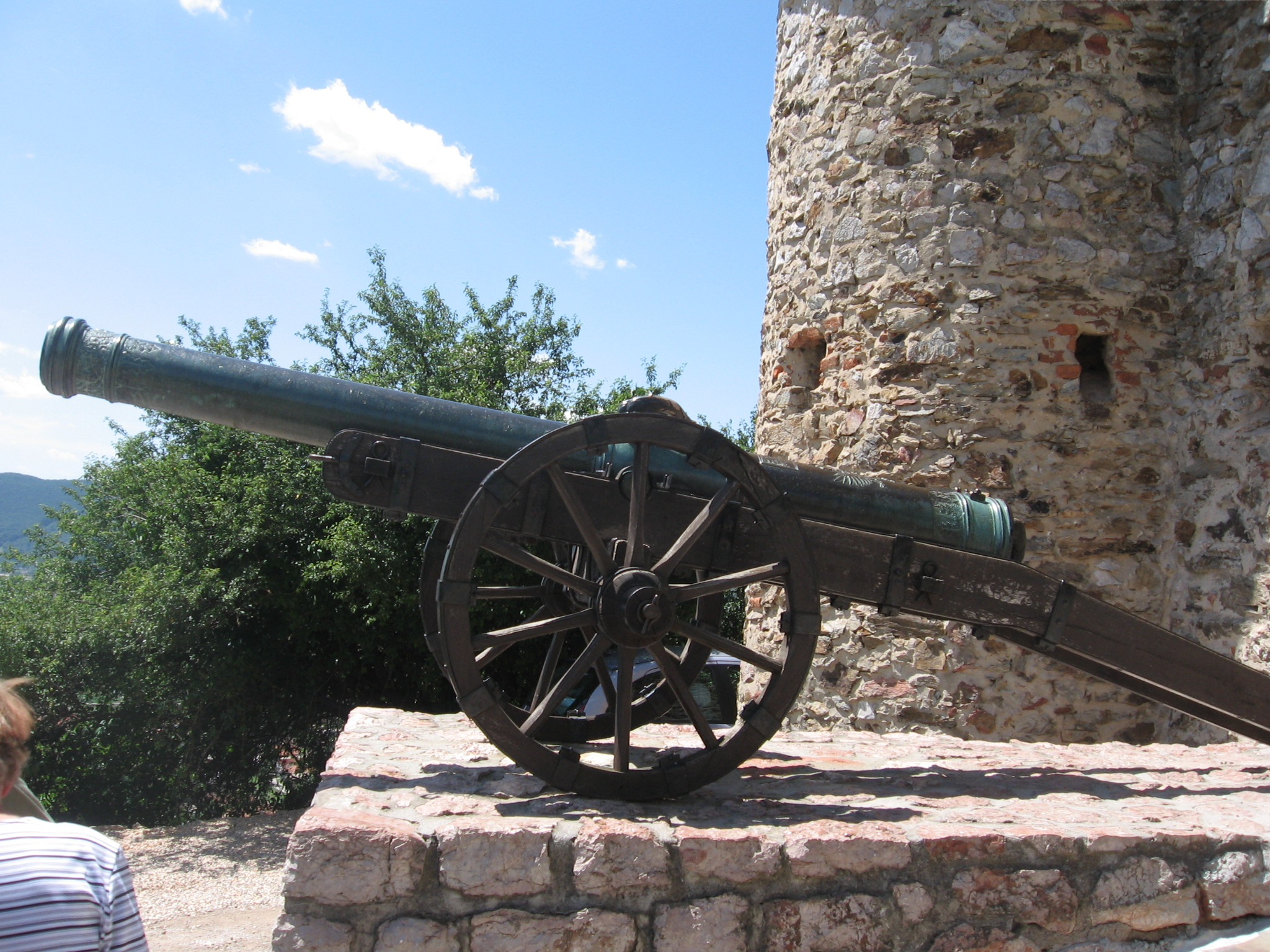
Ágyú
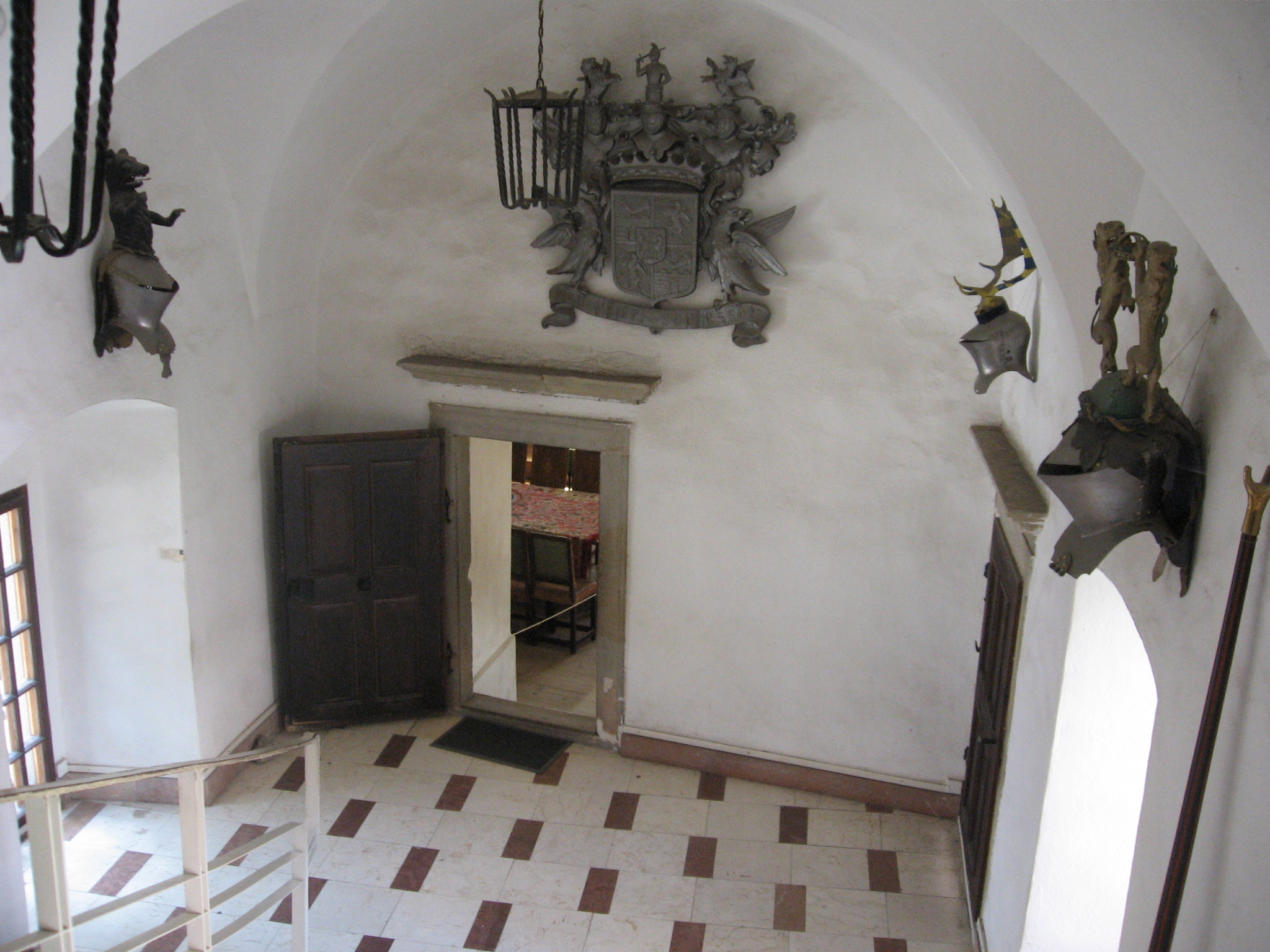
Terembelső
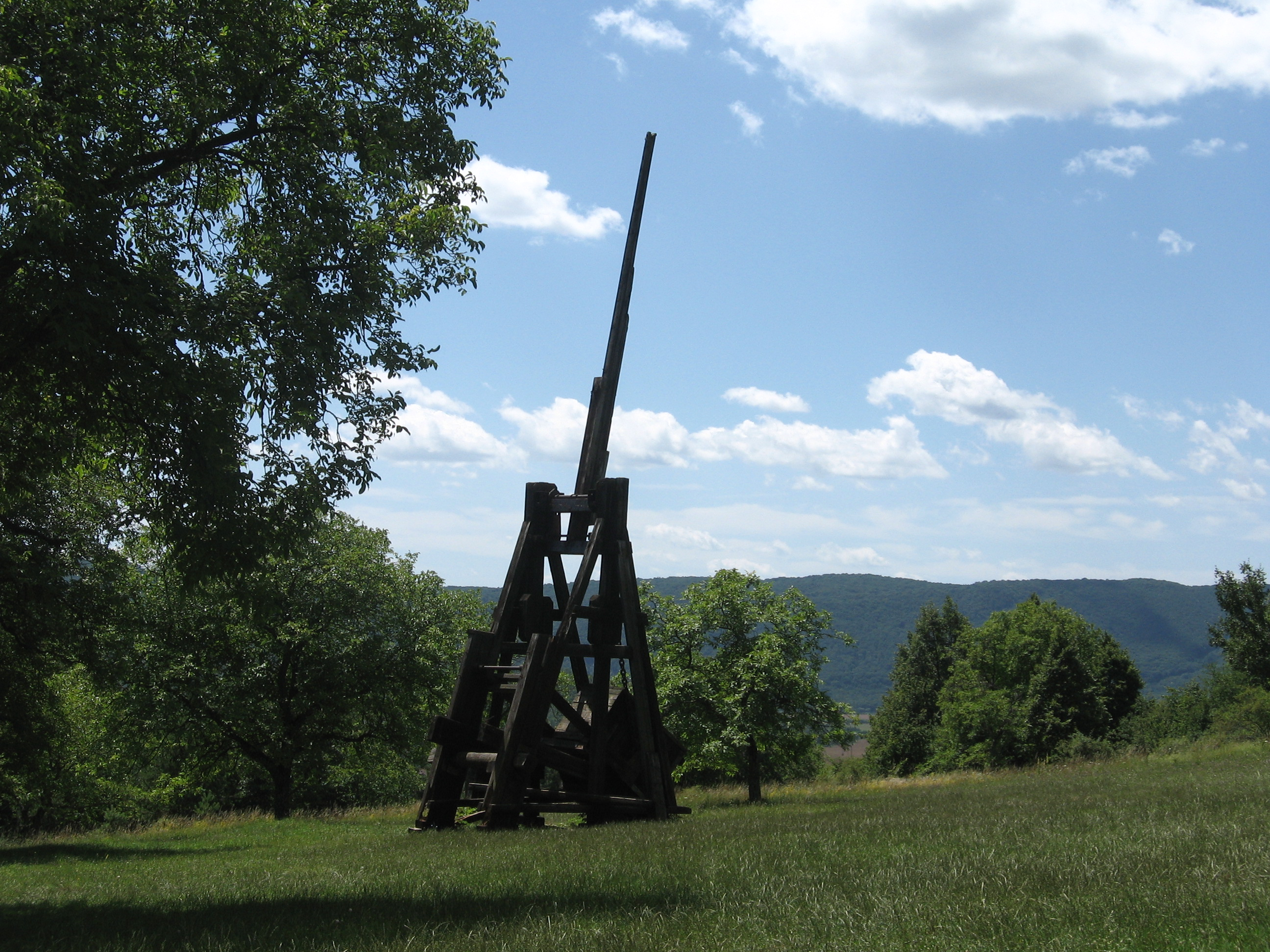
Kővető
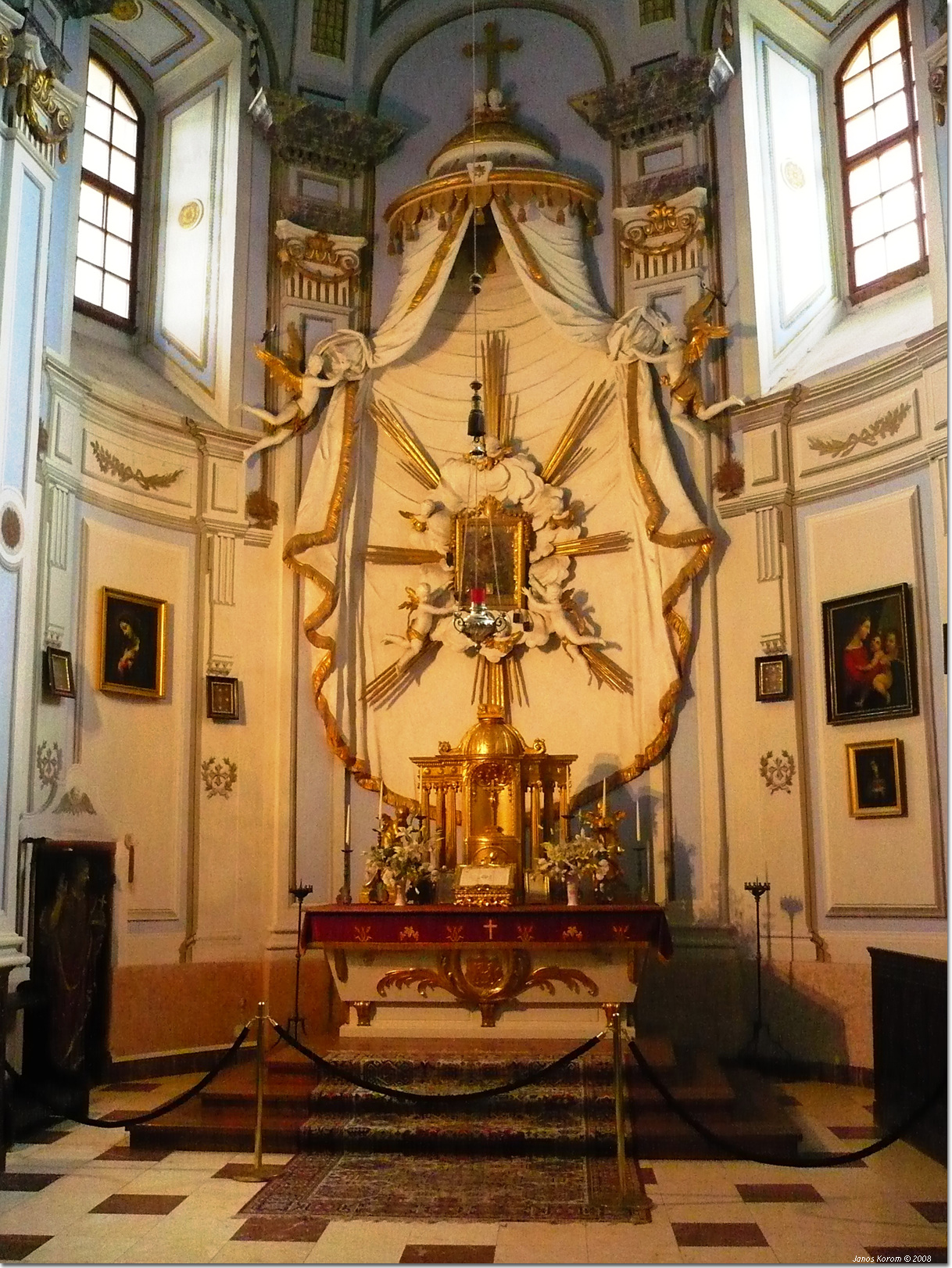
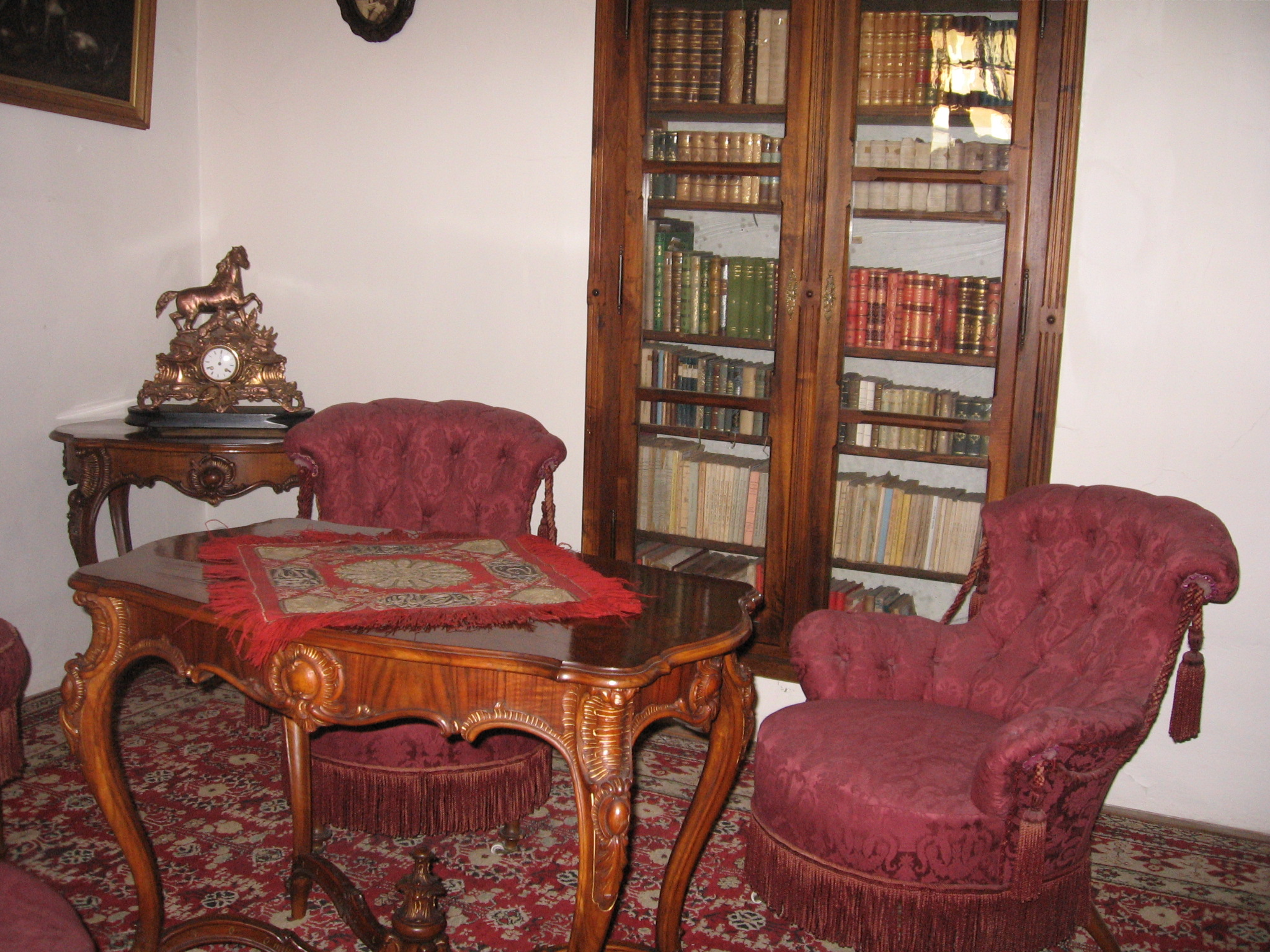
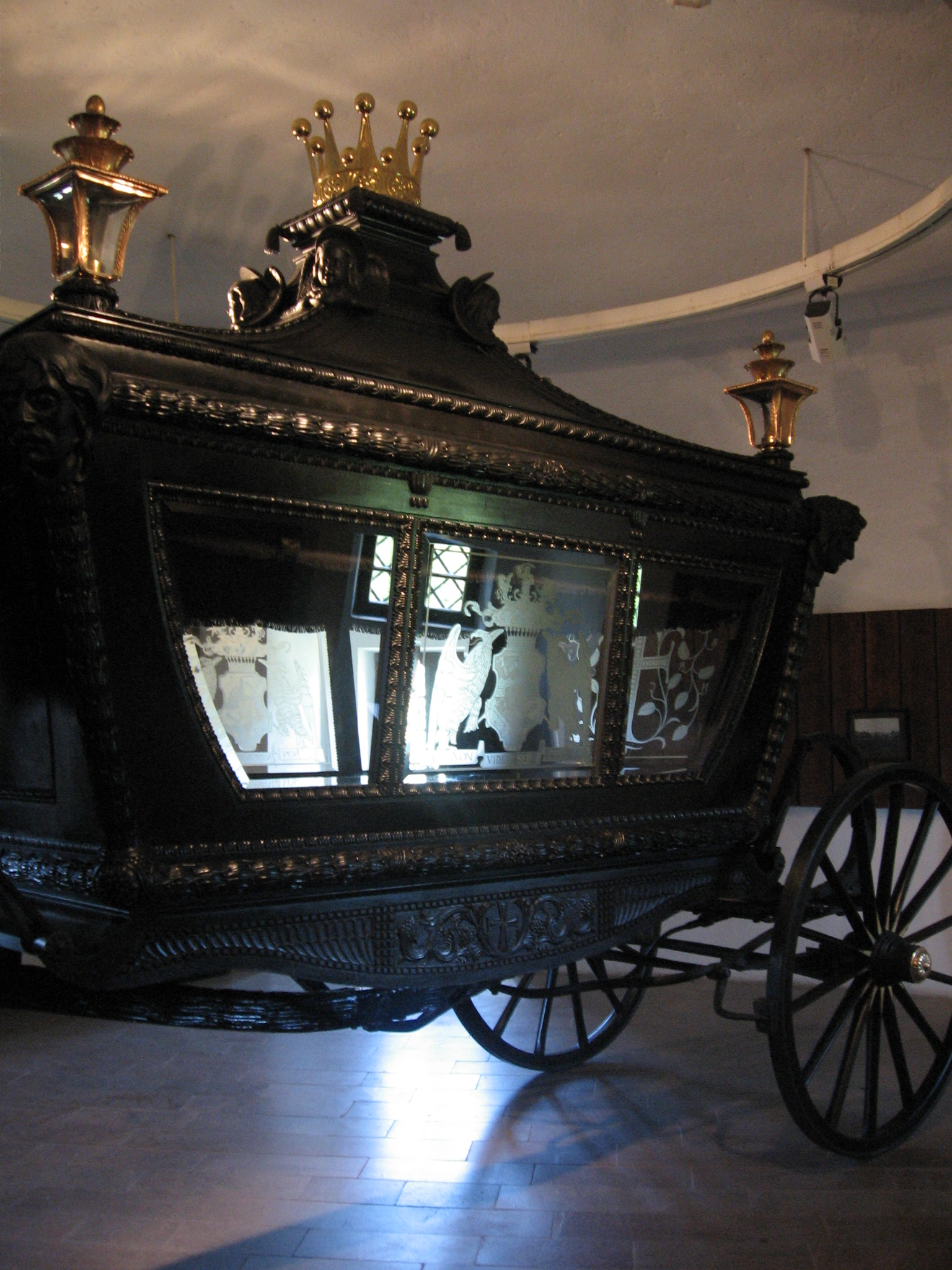
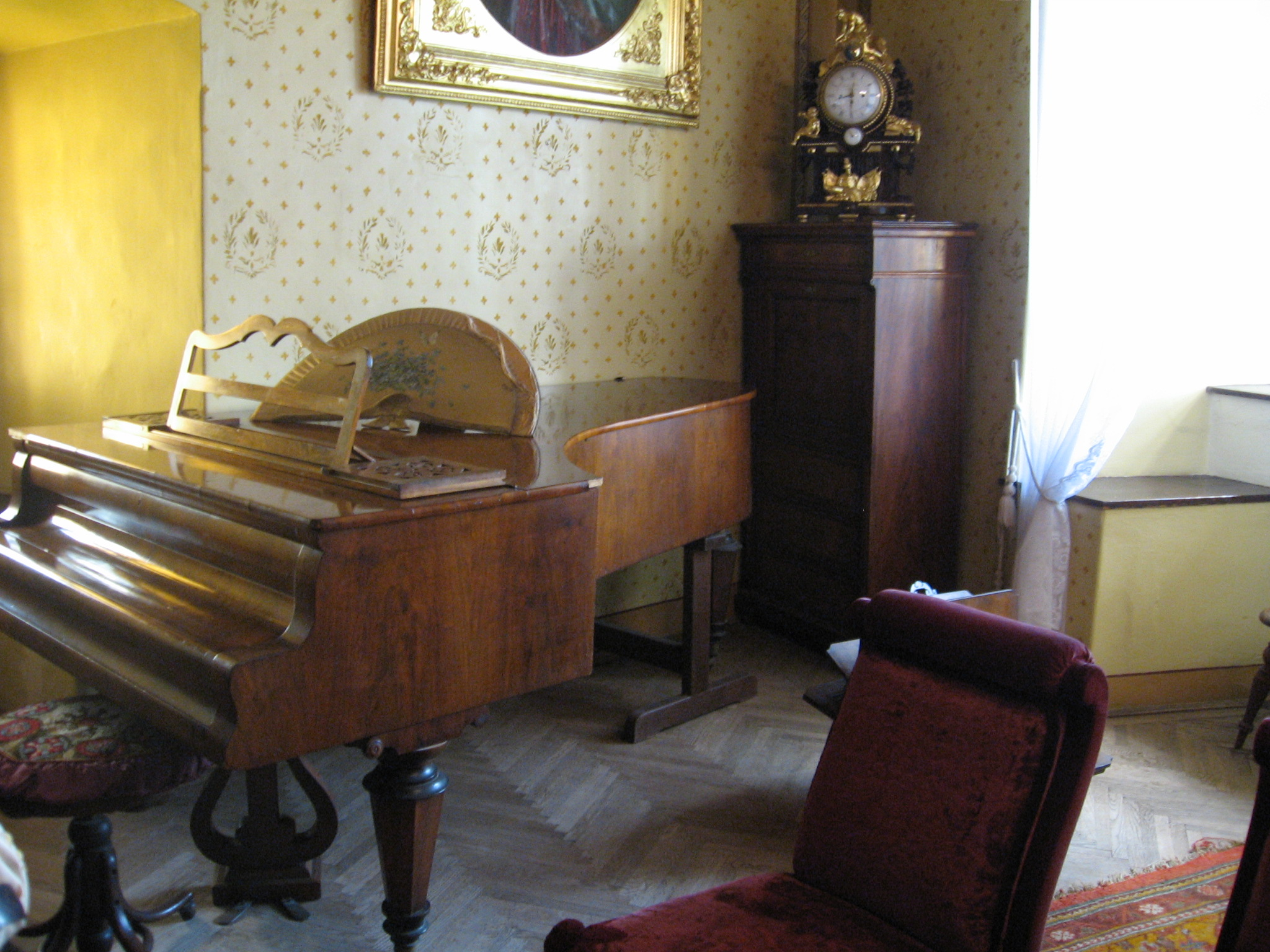
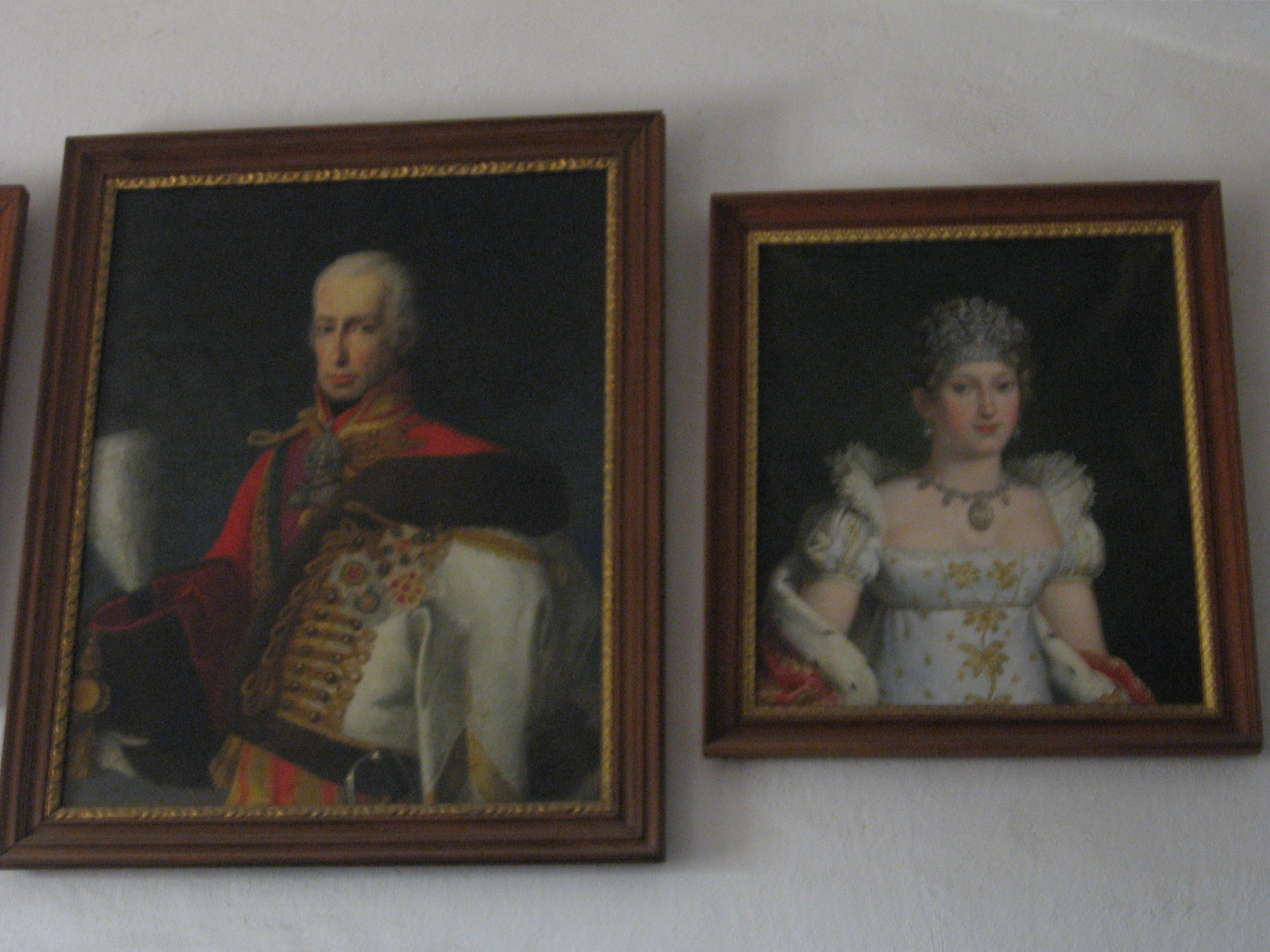